# Saemangeum
Saemangeum est un estuaire des rivières Dongjin et Mangyeong, situé dans la province de Jeolla du Nord en Corée du Sud. Il est notamment connu pour la construction de la digue de Saemangeum et pour les aménagements associés qui devraient dans le futur assécher partiellement l'estuaire. Ces aménagements sont controversés à cause de leurs conséquences écologiques, notamment envers les oiseaux migrateurs.